# پوشاننده
در ریاضیات، یک پوشاننده (به انگلیسی: Submersion) (به آن سابمرژن، سابمرشن، سابمرسیون و ... هم گفته می شود) نگاشتی دیفرانسیل‌پذیر بین منیفلدهای دیفرانسیل‌پذیر است که دیفرانسیلشان همه جا پوشا باشد. این مفهومی بنیادین در توپولوژی دیفرانسیل است. مفهوم پوشاننده دوگان مفهوم جادهنده است. 

## تعریف
فرض کنید {\displaystyle M} و {\displaystyle N} منیفلدهای دیفرانسیل‌پذیری باشند و {\displaystyle f\colon M\to N} نگاشت دیفرانسیل‌پذیری بینشان باشد. نگاشت {\displaystyle f} را پوشاننده در نقطه {\displaystyle p\in M} می نامند اگر دیفرانسیل آن:
{\displaystyle Df_{p}\colon T_{p}M\to T_{f(p)}N}
نگاشت خطی پوشایی باشد. در این حالت به نقطه {\displaystyle p}، نقطه منظم نگاشت {\displaystyle f} می گویند، در غیر این صورت به {\displaystyle p} نقطه بحرانی گفته می شود. یک نقطه {\displaystyle q\in N} را مقدار منظم تابع {\displaystyle f} گویند اگر تمام نقاط {\displaystyle p} در پیش تصویر {\displaystyle f^{-1}(q)} آن، نقاط منظم باشند. نگاشت دیفرانسیل پذیر {\displaystyle f} که در هر نقطه {\displaystyle p\in M} پوشاننده باشد را نگاشت پوشاننده می نامند. به طور معادل، {\displaystyle f} را پوشاننده می گویند اگر دیفرانسیل آن {\displaystyle Df_{p}} دارای رتبه ثابتی برابر با بعد {\displaystyle N} باشد.
باید هشدار داد که برخی مؤلفان از عبارت نقطه بحرانی برای توصیف نقطه ای که برای آن رتبه ماتریس ژاکوبی {\displaystyle f} در {\displaystyle p} بیشینه (ماکسیمال) نباشد. در واقع، این مفهوم مرتبط با نظریه تکینگی است. اگر بعد {\displaystyle M} بزرگتر مساوی بعد {\displaystyle N} باشد، این دو مفهوم یکی می شوند. اما اگر بعد {\displaystyle M} کوچکتر از بعد {\displaystyle N} باشد، تمام نقاط براساس تعریف فوق بحرانی اند (چون دیفرانسیل نمی تواند در این حالت پوشا باشد)، اما رتبه ژاکوبی ممکن است هنوز بیشینه باشد (در این حالت، بیشینه شدن یعنی رتبه آن برابر {\displaystyle dim(M)} شود). از تعریف فوق در جاهایی مثل قضیه سارد (به انگلیسی: Sard's Theorem) زیاد استفاده می شود.